# Gwara kujawska
Gwara kujawska – gwara charakterystyczna dla mieszkańców Kujaw.

## Cechy gwary
- Staropolskie pochylone „a” (å) przeszło w „o”, np. biały – bioły, żaden – żodyn.
- Wymowa nosowego „ą” różni się od ogólnopolskiej, gdzie brzmi jak nosowe „u” („ų”); dlatego też słowa takie jak sprzątać można wypowiedzieć w dwojaki sposób: sprzuntać lub sprzųtać.
- „ę” jest w wyrazach zastępowane nosowym „i” („į”) lub „y” („y̨”), np. zymby (zy̨by), winkszy (wįkszy), pinć (pįć), rynka (ry̨ka).
- Samogłoska „o” na początku wyrazów uległa procesowi labializacji, zmieniając się prawie zawsze w „u̯o”, np. u̯okna, u̯obirać, u̯osimdziesiąt. Z kolei w środku wyrazu przechodzi w „ó”, np. kómuna, dóm.
- Labializacja dotyczy też częściowo samogłoski „u” (ᵘ̯urząd, ᵘ̯uprać, itp.)
- Występuje uproszczenie grup spółgłoskowych w wyrazach takich, jak dłuższy [wym. dłuszy], niższy [niszy], wyższy [wyszy], durszlak [duszlak].
- W odmianie wyrazów rodzaju męskiego przez liczbę mnogą używa się wyłącznie formy żeńsko–rzeczowej, np. te pracowite chłopy.
- Druga osoba liczby mnogiej czasownika ma końcówkę –ta – pochodzi ona ze staropolszczyzny, gdzie oznaczała pierwotnie zwrot do dwóch osób (pozostałości liczby podwójnej).
- Tryb rozkazujący czasownika pierwszej osoby liczby mnogiej różni się od języka ogólnopolskiego końcówką –ma, np. bydźma, idźma, kupma, róbma. Natomiast druga osoba liczby pojedynczej ma końcówkę –ej w przypadku czasowników kończących się w bezokoliczniku na –ać, np. dej, grej, sprzedej, minszej.
- W pochodnych czasownika „iść” głoska „j” jest zastępowana przez „n”, rzadziej „ń”. Przykłady: dondę, zandziesz, przyndzim, u̯odyńdź.
- Czasowniki pleć i mleć odmieniaja się w charakterystyczny dla gwary kujawskiej sposób:
  - W czasie teraźniejszym „ie” zmienia się w „y” (myle, pyle);
  - W czasie przeszłym używa się ich w formie mylił, pylił itd.
- Końcówka bezokolicznika –eć jest zamieniana na –ić (np. wiedzić, siedzić) lub –yć (np. słyszyć).
- Bezokoliczniki „bać się” i „stać” mają formę „boić się” i „stoić”. W związku z tym formy czasu przeszłego są odpowiednio inne: bojołym się, stojała, bojeli się itd.
- Zamiana końcówek wyrazów:
  - –ej na –y lub –i, np. złej (ręki) – zły (rynki), klei (papier) – klii (papiur) oraz –ie(–) na –i(–), –ji(–): wiem – wim, pierwsi – pjirsi (pozostałości po staropolskim é);
  - –aj na –ej: daj – dej, wczoraj – wczorej, także kup – kupej (bezokol. kupać);
  - –mi na –my (narzędnik liczby mnogiej): „Idę do kobity z ładnymy kwiatamy”. (Cecha charakterystyczna dla dialektu mazowieckiego.)
- Zanik końcówki –az na rzecz –o w wyrazach: tero – teraz, zaro – zaraz.
- Nazwy potomstwa zwierząt domowych i gospodarskich są zaopatrzone w przyrostek –ok: kurczok, kociok, koziok, psiok, źrybok, cielok, ale też świniok (osobnik dorosły).
- Liczne zapożyczenia z języka niemieckiego, np. fest – mocno, rychtych – prawdziwie, dubeltowy – podwójny, jo – tak.
- Zaimki osobowe: jo, ty, ón, óna, to, my, wy, óni, óne.
- Zmiany znaczenia niektórych czasowników w stosunku ogólnego języka polskiego np. czekaj w gwarze oznacza to samo co uciekaj, przesuń się, ustąp.
- Inne charakterystyczne dla gwary słownictwo:
  - latoś – w tym roku,
  - na sage/szage – na ukos lub na skróty,
  - w kusa – biegiem,
  - chynchy – krzaki,
  - wor – gorące,
  - wazówka – łyżka do zupy,
  - drobka/drabka – drabina,
  - ćmok – ciemno,
  - gora – ognisko,
  - patyk – szopa (pomieszczenie gospodarcze),
  - sklep – piwnica,
  - kworta – pojemnik na wodę z jednym uchem.